# Basler Brunnen

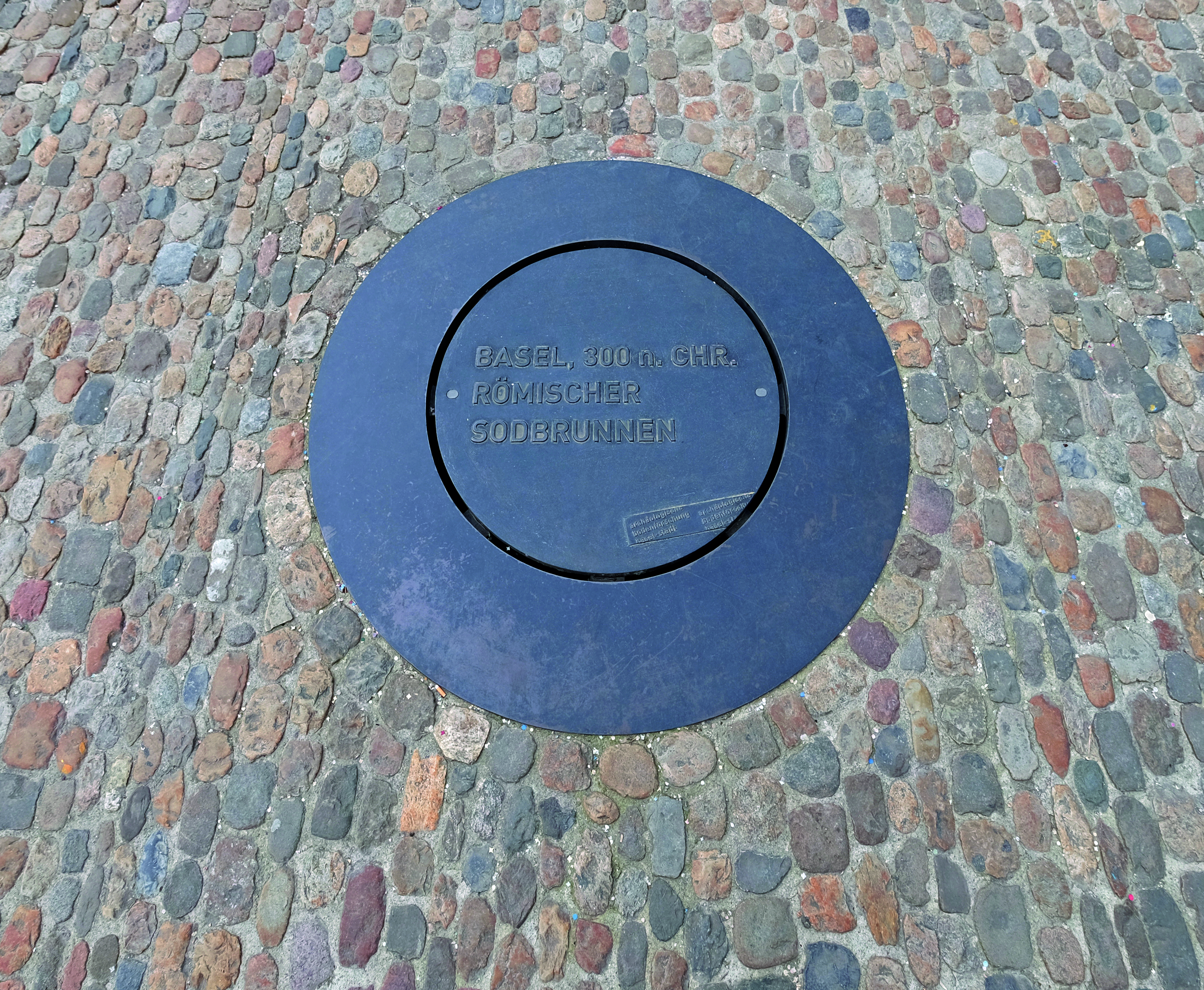
Bereits um 300 n. Chr. gab es auf dem Münsterplatz Basel einen römischen Sodbrunnen. Er führte rund 20 Meter in die Tiefe und versorgte die Anwohner mit Trinkwasser.

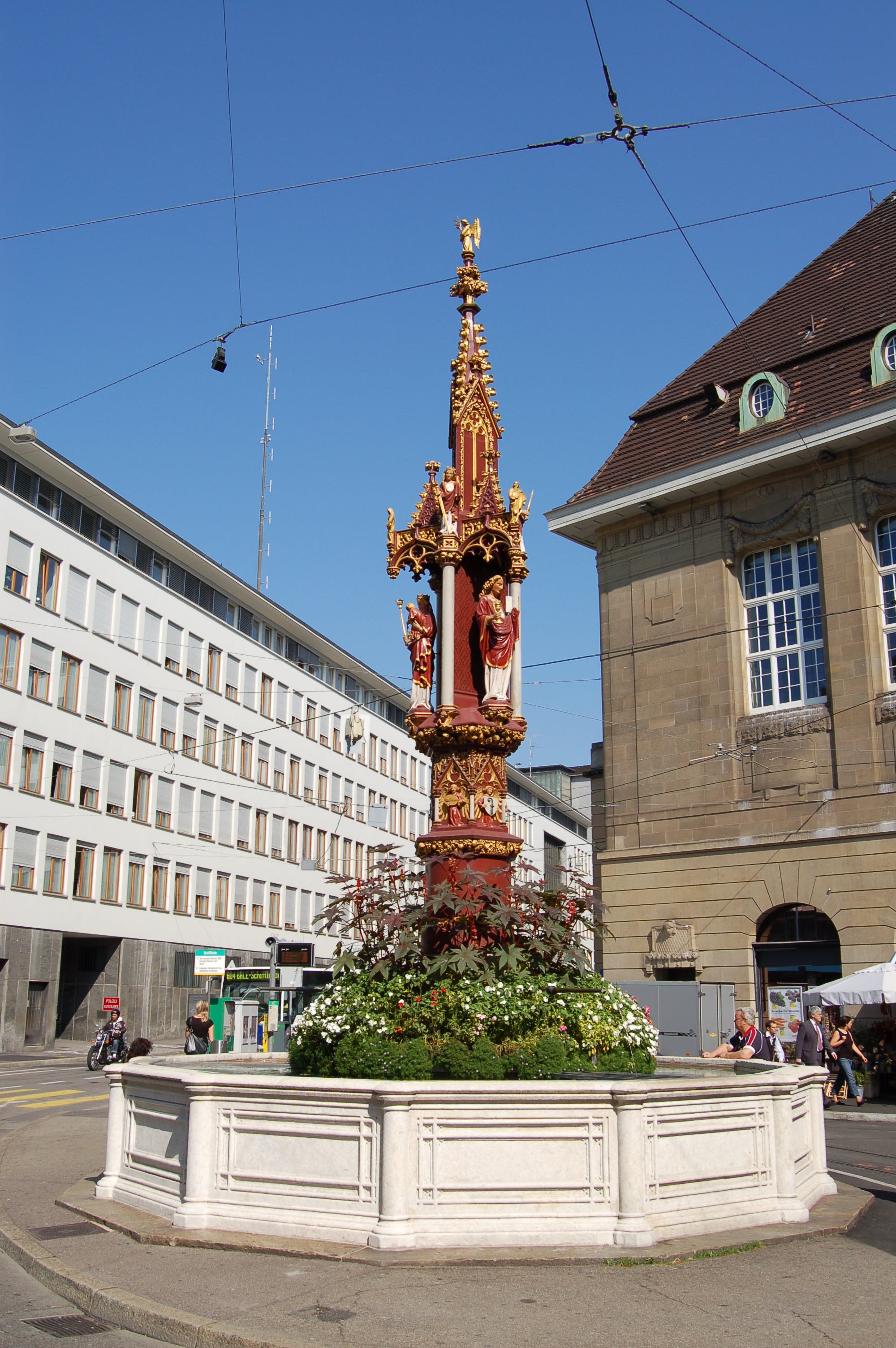
Fischmarktbrunnen in der Nähe der Schifflände

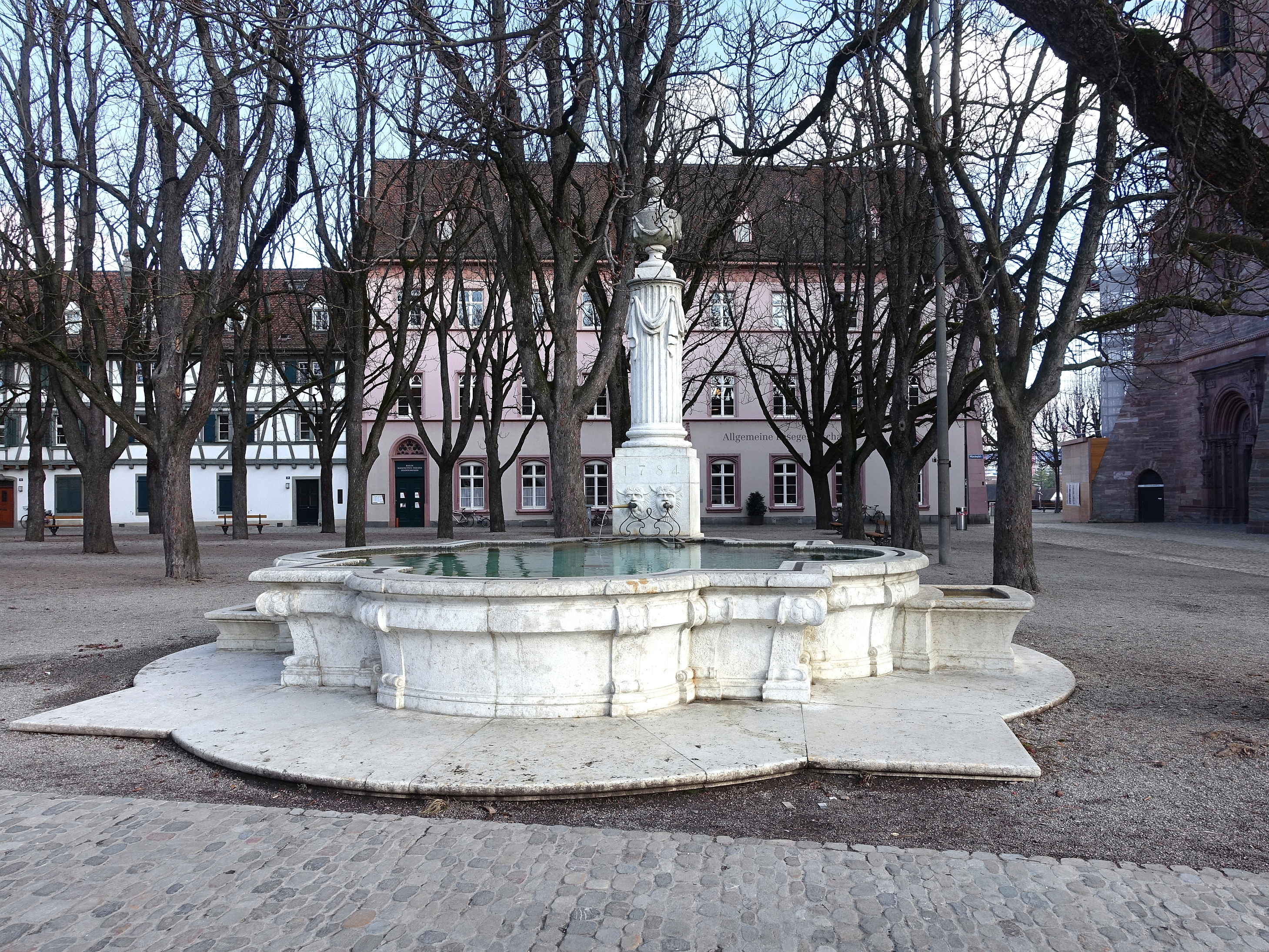
Pisoni-Brunnen auf dem Münsterplatz von Basel

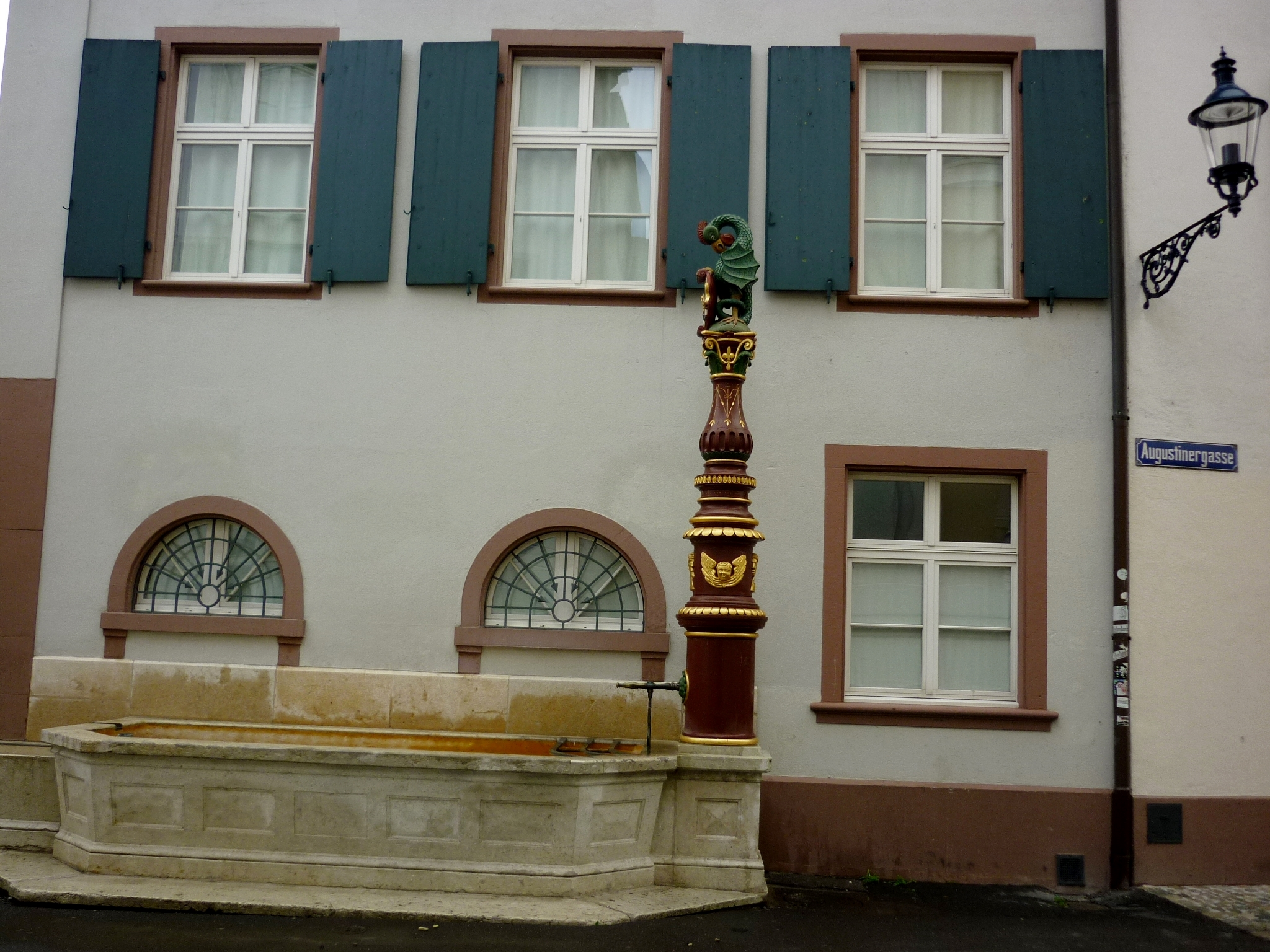
Den Brunnen in der Augustinergasse schmückt ein Basilisk.

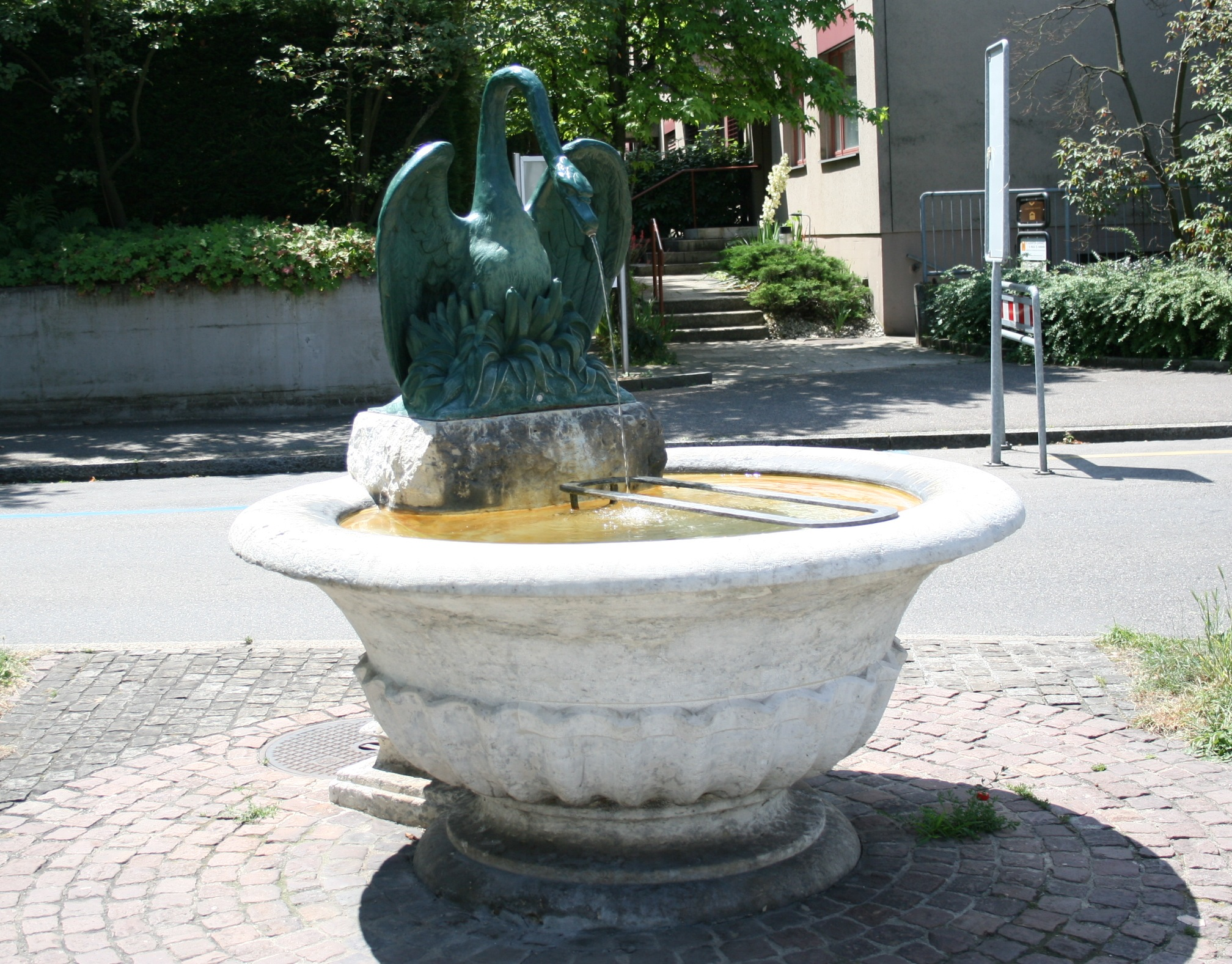
Schwanenbrunnen beim St. Alban-Tor

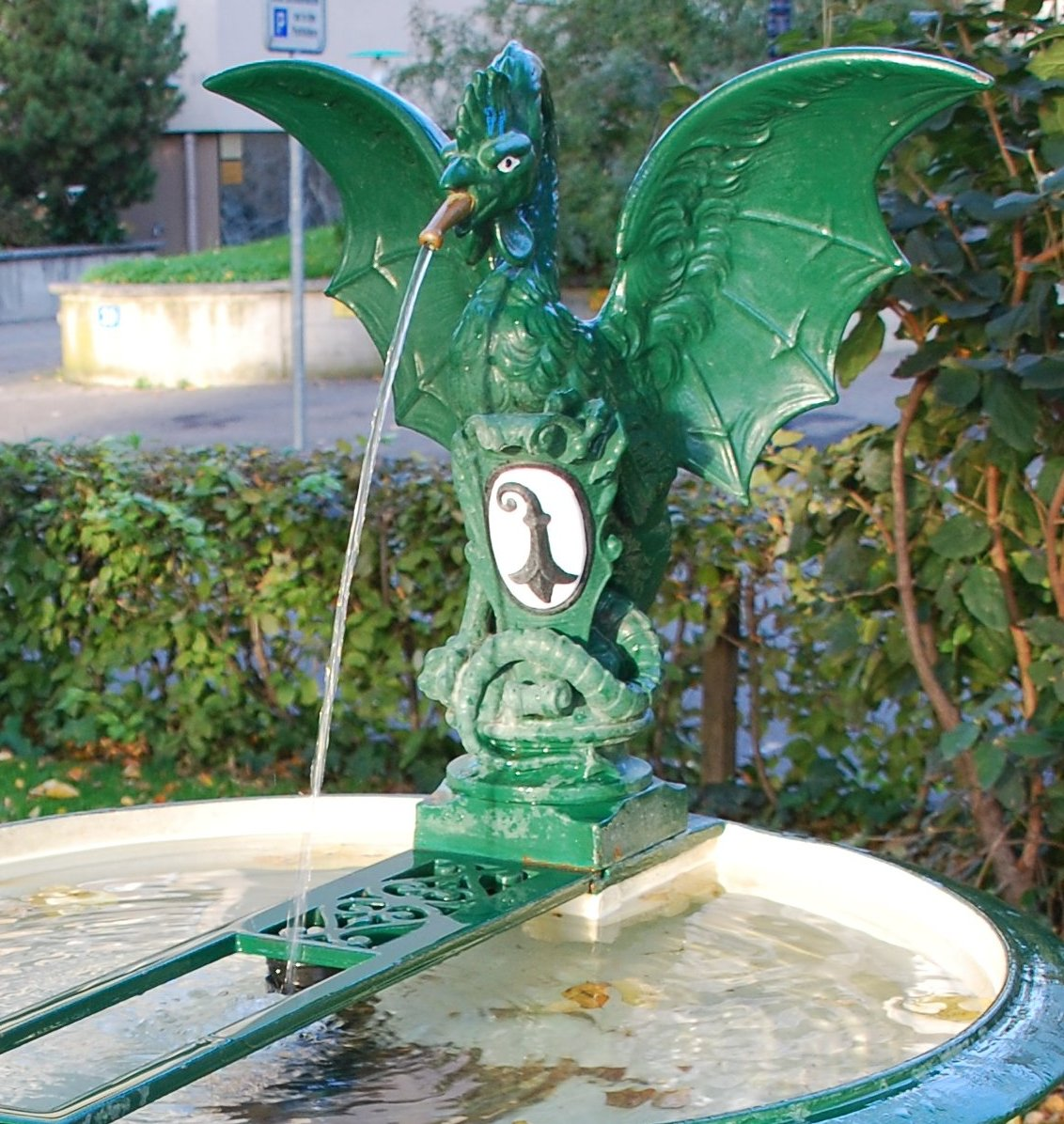
Basilisken-Brunnen

Die Schweizer Stadt Basel verfügt über sehr zahlreiche Brunnen. Angegeben werden in den 2020er Jahren genau 218 öffentliche Brunnen, welche durch die IWB (Industrielle Werke Basel) betrieben und unterhalten werden. Dazu kommen über 120 Brunnen, die in Pausenhöfen von Schulhäusern, bei staatlichen Liegenschaften oder in privaten Gärten stehen. Etliche dieser Brunnen haben eine historisch wertvolle Bedeutung und stehen unter Denkmalschutz. Alle Brunnen, bei denen das Wasser aus einer Brunnenröhre fliesst, führen frisches Trinkwasser; das sind – mit drei Ausnahmen, an denen ausdrücklich vermerkt ist, dass sie kein Trinkwasser führen – also praktisch alle. Dieses Wasser ist aufbereitetes Wasser aus dem Rhein.
Dieses Lemma nennt Brunnen auf, welche mit der Geschichte Basels einen Zusammenhang aufweisen oder deren Bau bzw. Einmaligkeit eine spezielle Erwähnung verdienen. Eine vollständige Zusammenstellung aller Brunnen der Stadt wird nicht angestrebt.

## Brunnengeschichte
Im Mittelalter bezogen die Stadtbewohner ihr Wasser aus Sodbrunnen und Lochbrunnen (lokale, im Stadtgebiet austretende Quellen, die gefasst und deren Wasser in Röhren zum Ausfluss in einen Brunnentrog geleitet wurden). Der älteste bekannte Basler Sodbrunnen ist der auf dem Münsterplatz. Er stammt aus der Zeit um 300, reichte rund 20 Meter in die Tiefe und diente den Bewohnern auf dem Münsterhügel zur Trinkwasserversorgung. Bei einem Erdbeben im Jahr 1356 wurde er verschüttet.
Im 13. Jahrhundert traten im Zentrum der Stadt Basel insgesamt 13 Quellen zu Tage, die für 18 öffentliche Brunnen benützt wurden. Dazu kamen 13 private Lochbrunnen, die ihr Wasser ebenfalls aus Quellen bezogen. Um auch die höher liegenden Teile der Stadt mit fliessendem Brunnenwasser versehen zu können, leitete das 1135 gegründete Augustiner-Chorherrenstift St. Leonhard bereits vor dem Jahr 1265 Quellwasser von seinen gegen Allschwil hin gelegenen Gütern in sein Kloster. Das erste Brunnwerk, später Spalen-Brunnwerk genannt, entstand als Gemeinschaftswerk zwischen diesem Kloster und der Stadt. Das Wasser wurde durch Holzröhren, Teucheln (Deicheln) genannt, in die Stadt geleitet. Ein Jahr später entstand das Münster-Brunnwerk, das – ausgehend von einer Quelle in Binningen – die Anwohner des Münsterhügels mit Trinkwasser versorgte. Im Verlauf der folgenden Jahrhunderte entstanden weitere Brunnwerke wie das Riehener Werk (1493), das Steinenwerk, das Gundeldingerwerk und das St. Alban-Brunnwerk. Die Brunnstube des St. Alban-Brunnwerks existiert noch immer; das Wasser der Quelle fliesst in den Kneipptret-Brunnen am St. Alban-Rheinweg.
Noch in den 1850er Jahren gab es über 500 öffentliche und private Brunnen in der Stadt; rund 220 waren an Brunnwerke angeschlossen, etwa 30 wurden von lokalen Quellen gespiesen und über 250 waren Sodbrunnen, mit denen das Grundwasser nach oben geholt wurde. Aufgrund der raschen Bevölkerungsentwicklung entstanden hygienische Probleme, weshalb 1866 ein – für damals sehr fortschrittliches – System der Trinkwasserversorgung eingeführt wurde. Dazu leitete man Quellwasser aus Grellingen nach Basel und sorgte gleichzeitig für ein entsprechendes Abwassernetz. Nach und nach wurden alle Brunnen an dieses neue Leitungsnetz angeschlossen, auch die Privathaushalte erhielten eine Druckwasserversorgung. Dadurch verloren die Brunnen als Wasserspender ihre ursprüngliche Funktion; sie prägen aber weiterhin das Stadtbild. Erwähnenswert ist, dass alle Einwohner oder Gäste die Brunnenbecken zum Baden nützen können. Dazu reinigen Mitarbeiter des Amtes für öffentliche Brunnen durchweg alle Brunnen regelmäßig alle 14 Tage gründlich.

## Bedeutende Brunnen
- Fischmarktbrunnen (Basel) – ein um 1390 erstellter gotischer Brunnen auf dem Fischmarktplatz
- Fasnachts-Brunnen – ein 1977 eingeweihter, von Jean Tinguely gestalteter Brunnen vor dem Stadttheater mit zehn sich bewegenden Skulpturen.
- Urbanbrunnen – ein im Jahr 1448 gebauter Brunnen, welcher mit einem Standbild des Heiligen Urban geschmückt ist
- Spalenbergbrunnen (Johannes der Täufer) ist der grösste Nischenbrunnen der Stadt aus dem Jahr 1839. Er ist seit 1921 mit einem Wandbild des Kunstmalers Numa Donzé ausgeschmückt.
- Basilisken-Brunnen – rund 30 Brunnen sind mit dem Basler Wappentier, dem Basilisk versehen. Dieser Typenbrunnen wurde 1884 geschaffen.
- Samson-und-Delila-Brunnen – der Brunnen steht auf dem Barfüsserplatz und wurde 1843 erbaut und 1878 mit dem alttestamentlichen Liebespaar Samson und Delila bekrönt.
- Elisabethenbrunnen – ein im Jahr 1875 gebauter Brunnen; Er ist mit einem 1,5 m hohen Standbild der heiligen Elisabeth bekrönt.
- Dreizackbrunnen – ein im Auftrag der Stadt von Melchior Berri entworfener und vom Bildhauer Urs Bargetzi ausgeführter neuer Schmuckbrunnen. Er steht auf dem Münsterberg. Auf seiner Brunnensäule wurde ein Dreizack platziert, nach dem der Brunnen seinen Namen erhielt.[3] An diesem Brunnen findet jährlich am 1. Januar das Neujahrsantrinken statt. Dazu lassen Mitglieder der Zunft Zum Goldenen Stern den traditionellen Hypokras aus den Basilisken fließen.[1][4]